# Горілий Пень
Горі́лий Пень (також Горі́лий Пінь) — річка в Україні, ліва притока, впадає до Мокрої Плітки (басейн Сіверського Дінця). Довжина 24 км. Площа водозбірного басейну 206 км². Похил 3,2 м/км. Долина коритоподібна.
Живиться за рахунок атмосферних опадів. Льодостав нестійкий (з грудня до початку березня). Використовується на сільськогосподарські потреби.
Бере початок з-під села Відродження. Тече територією Бахмутського району Донецької області через села Мідна Руда, Покровське, Бахмутське. Впадає до Мокрої Плітки в Соледарі. Споруджено ставки.
Притоки: Клинова (ліва), Вискривка (права).